# Edward Allman-Smith
Brigadir Edward Percival Allman-Smith  (3. studenoga 1886. – 17. studenoga 1969.) je bivši irski hokejaš na travi i britanska vojna osoba.

## Športska karijera
Igrao je hokej za klub dublinskog koledža Trinity (Dublin University Hockey Club).
Osvojio je srebrno odličje na hokejaškom turniru na Olimpijskim igrama 1908. u Londonu igrajući za Irsku.
Na tim Olimpijskim igrama je sudjelovao u pobjedama od 3:1 nad Walesom 29. listopada i u porazu od 1:8 od Engleske u završnici 31. listopada.
Na tim je igrama Irska bila dijelom sastava Ujedinjenog Kraljevstva.

## Vojnička karijera
Imao je čin brigadira.
Za vrijeme Prvog svjetskog rata je služio u Kraljevskom vojnom medicinskom korpusu Britanske vojske.
U Drugom svjetskom ratu, 1941. i 1942. godine bio je zamjenikom ravnatelja medicinskih usluga za Britansku Palestinu i Transjordaniju.

## Vanjske poveznice
- Profil na Sports Reference.com[neaktivna poveznica]